# George Williams (pedagogo)
(Lo scopo dell'YMCA)
Sir George Williams (Dulverton, 11 ottobre 1821 – Londra, 6 novembre 1905) è stato un pedagogo britannico fondatore della YMCA, l'Associazione Giovanile Maschile Cristiana.

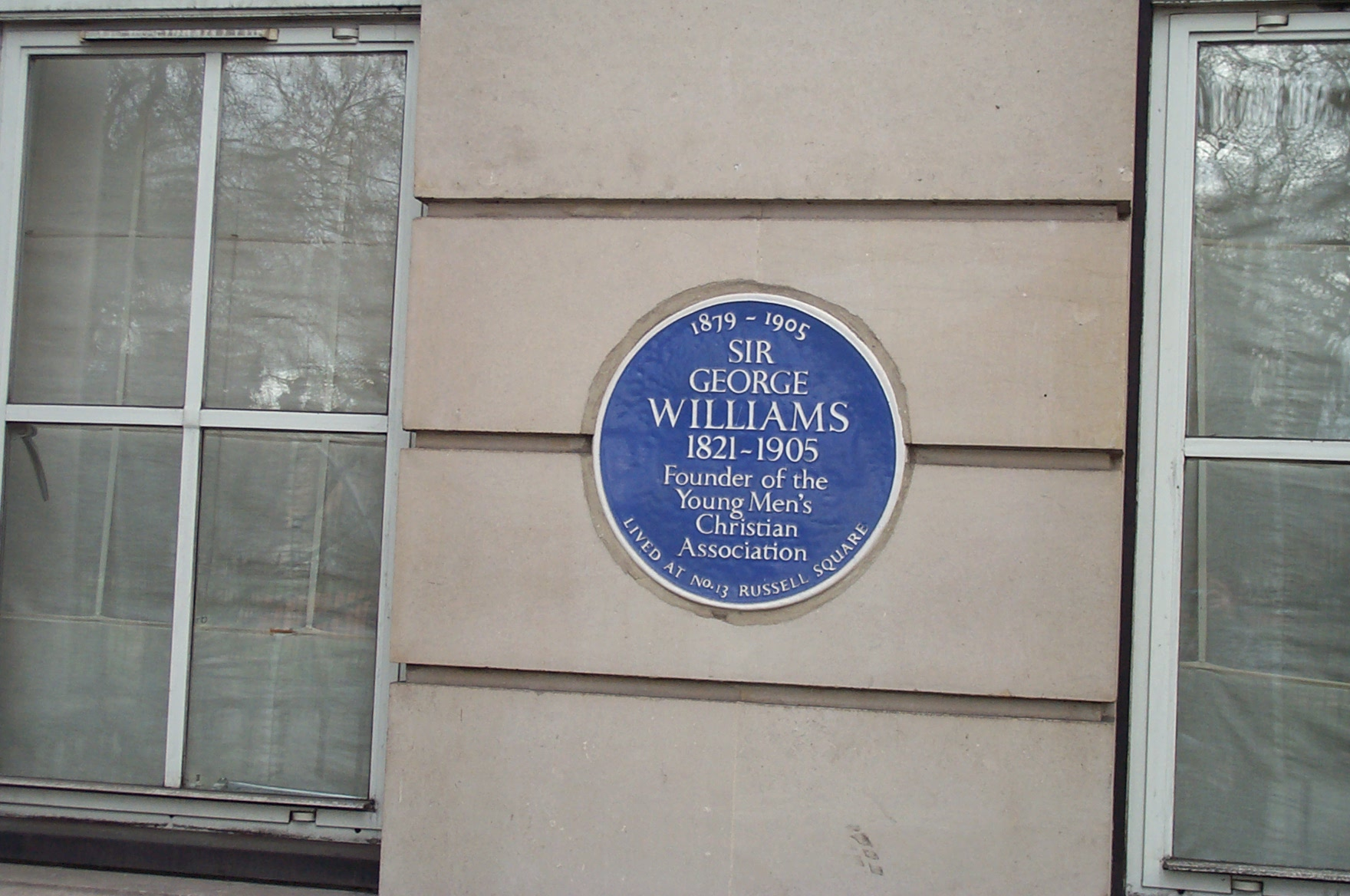
Una targa in memoria di George Williams presso Russell Square a Bloomsbury (Londra).

Nacque in una fattoria inglese. Descrisse se stesso da giovane come un "trascurato, sconsiderato, ateo, individualista" che divenne, ad un certo punto, un devoto cristiano.
Si recò a Londra a lavorare in un negozio di tessuti. Turbato dalle terribili condizioni nelle quali si trovavano i giovani lavoratori della capitale del Regno Unito, radunò un gruppo di colleghi per cercare di creare un'associazione nella quale i giovani non fossero tentati dal peccato. Nacque così l'YMCA.

## Riconoscimenti
Williams ottenne il titolo di Cavaliere nel 1894 dalla regina Vittoria. Dopo la sua morte nel 1905, fu commemorato con una vetrata nella navata centrale dell'Abbazia di Westminster. È sepolto nella Cattedrale di San Paolo.